# Josef Steinbach
Josef Steinbach (21. března 1879 Horšov – 15. ledna 1937 Vídeň) byl česko-rakouský vzpěrač. Pocházel ze západních Čech a od roku 1894 žil ve Vídni, kde byl od roku 1898 členem I. Erdberger Athleten-Klubu. Stal se mistrem Rakouska-Uherska ve vzpírání, vytvořil 35 světových rekordů, na mistrovství světa ve vzpírání získal zlatou medaili v roce 1914 v soutěži bez rozdílu vah a v roce 1905 zvítězil na mistrovství světa v Berlíně a v Duisburgu v těžké váze i bez rozdílu vah. Na Athénských olympijských mezihrách v roce 1906 vyhrál vzpírání obouruč a byl druhý ve vzpírání jednou rukou, s rakouským týmem v přetahování lanem obsadil čtvrté místo.
Po athénských mezihrách se živil jako profesionální silák, později provozoval hostinec v Erdbergu (vídeňský obvod Landstraße). V roce 1924 hrál drobnou roli ve filmu Hanse Karla Breslauera Město bez Židů. Jeho syn Poldi Steinbach byl rakouským reprezentantem v boxu.